# تشارلز إي. ريدمان
تشارلز إي. ريدمان (بالإنجليزية: Charles E. Redman)‏ هو دبلوماسي وجندي أمريكي، ولد في 24 ديسمبر 1943 في وكغن في الولايات المتحدة.

## وصلات خارجية
- تشارلز إي. ريدمان على موقع مونزينجر (الألمانية)
- تشارلز إي. ريدمان على موقع إن إن دي بي (الإنجليزية)